# Bradysia siberica
Bradysia siberica är en tvåvingeart som beskrevs av Lyudmila Komarova 2001. Bradysia siberica ingår i släktet Bradysia och familjen sorgmyggor. Inga underarter finns listade i Catalogue of Life.